# Le Tartre
Le Tartre is een gemeente in het Franse departement Saône-et-Loire (regio Bourgogne-Franche-Comté) en telt 120 inwoners (2009). De plaats maakt deel uit van het arrondissement Louhans.

## Geografie
De oppervlakte van Le Tartre bedraagt 3,8 km², de bevolkingsdichtheid is dus 31,6 inwoners per km².
De onderstaande kaart toont de ligging van Le Tartre met de belangrijkste infrastructuur en aangrenzende gemeenten.

## Demografie
Onderstaande figuur toont het verloop van het inwonertal (bron: INSEE-tellingen).